# Moțăieni (gmina)
Moțăieni – gmina w południowej Rumunii, terytorialnie i administracyjnie należąca do okręgu Dymbowica.
W skład gminy wchodzą 2 miejscowości: Cucuteni i Moțăieni. Według stanu na rok 2011 liczyła 2069  mieszkańców, zaś w roku 4051 jej liczebność wynosiła 1876 mieszkańców.